# Michał Rakoczy
Michał Rakoczy, né le 30 mars 2002 à Jasło en Pologne, est un footballeur polonais qui évolue au poste de milieu offensif au MKE Ankaragücü.

## Biographie

### Carrière en club
Né à Jasło en Pologne, Michał Rakoczy est notamment formé par le KS Cracovie. Il joue son premier match en professionnel avec le KS Cracovie lors d'une rencontre de championnat face au Pogoń Szczecin, le 19 mai 2018. Il entre en jeu à la place de Krzysztof Piątek et son équipe s'incline par quatre buts à un.
Le 25 septembre 2020, Michał Rakoczy est prêté au Puszcza Niepołomice pour la durée d'une saison.
Il est de retour au KS Cracovie à la fin de son prêt. Le 3 septembre 2022, il réalise le premier doublé de sa carrière, lors d'une rencontre de championnat face au Raków Częstochowa. Il contribue ainsi à la victoire de son équipe par trois buts à zéro,. Deux jours plus tard, il est récompensé de son bon début de saison avec son club en prolongeant son contrat jusqu'en juin 2027.

### En sélection
Michał Rakoczy représente l'équipe de Pologne des moins de 17 ans entre 2018 et 2019 pour un total de quatre buts en onze matchs joués.
Rakoczy représente l'équipe de Pologne des moins de 20 ans. Il fait trois apparitions avec cette sélection.
Le 8 septembre 2023, Rakoczy se fait remarquer avec les espoirs en marquant deux buts contre le Kosovo. Titulaire, il participe à la victoire de son équipe par trois buts à zéro.